# Lista odcinków serialu Dallas (2012)
Poniżej znajduje się lista odcinków serialu telewizyjnego  Dallas – emitowanego przez amerykańską stację telewizyjną   TNT od 13 czerwca 2012 roku do 22 września 2014 roku. W Polsce nie był jeszcze emitowany
| Sezon | Sezon | Odcinki | Premiera sezonu  | Finał sezonu     | Premiera     | Finał        | Wydanie DVD     | Wydanie DVD         | Wydanie DVD         |
| Sezon | Sezon | Odcinki | Premiera sezonu  | Finał sezonu     | Premiera     | Finał        | Region 1        | Region 2            | Polska              |
| ----- | ----- | ------- | ---------------- | ---------------- | ------------ | ------------ | --------------- | ------------------- | ------------------- |
|       | 1     | 10      | 13 czerwca 2012  | 8 sierpnia 2012  | nieemitowany | nieemitowany | 8 stycznia 2013 | 12 listopada 2012   | 3 października 2014 |
|       | 2     | 15      | 28 stycznia 2013 | 15 kwietnia 2013 | brak danych  | nieemitowany | 11 lutego 2014  | 7 października 2013 | brak danych         |
|       | 3     | 15      | 24 lutego 2014   | 22 września 2014 | nieemitowany | nieemitowany | brak danych     | brak danych         | brak danych         |

## Sezon 1 (2012)
| Nr | #  | Tytuł                  | Reżyseria        | Scenariusz                  | Premiera TNT    | Premiera     |
| -- | -- | ---------------------- | ---------------- | --------------------------- | --------------- | ------------ |
| 1  | 1  | Changing of the Guard  | Michael M. Robin | Cynthia Cidre               | 13 czerwca 2012 | nieemitowany |
| 2  | 2  | Hedging Your Bets      | Michael M. Robin | Cynthia Cidre               | 13 czerwca 2012 | nieemitowany |
| 3  | 3  | The Price You Pay      | Michael M. Robin | Bruce Rasmussen             | 20 czerwca 2012 | nieemitowany |
| 4  | 4  | The Last Hurrah        | Marc Roskin      | Taylor Hamra                | 27 czerwca 2012 | nieemitowany |
| 5  | 5  | Truth and Consequences | Randy Zisk       | Robert Rovner               | 4 lipca 2012    | nieemitowany |
| 6  | 6  | The Enemy of My Enemy  | Jesse Bochco     | Gail Gilchriest             | 11 lipca 2012   | nieemitowany |
| 7  | 7  | Collateral Damage      | Steve Robin      | Aaron Allen                 | 18 lipca 2012   | nieemitowany |
| 8  | 8  | No Good Deed           | Michael Katleman | Julia Cohen                 | 25 lipca 2012   | nieemitowany |
| 9  | 9  | Family Business        | Steve Robin      | Bruce Rasmussen             | 1 sierpnia 2012 | nieemitowany |
| 10 | 10 | Revelations            | Michael M. Robin | Cynthia Cidre Robert Rovner | 8 sierpnia 2012 | nieemitowany |

## Sezon 2 (2013)
| Nr | #  | Tytuł                    | Reżyseria         | Scenariusz                  | Premiera TNT     | Premiera     |
| -- | -- | ------------------------ | ----------------- | --------------------------- | ---------------- | ------------ |
| 11 | 1  | Battle Lines             | Michael M. Robin  | Cynthia Cidre Robert Rovner | 28 stycznia 2013 | nieemitowany |
| 12 | 2  | Venomous Creatures       | Steve Robin       | Aaron Allen                 | 28 stycznia 2013 | nieemitowany |
| 13 | 3  | Sins of the Father       | Jesse Bochco      | Bruce Rasmussen             | 4 lutego 2013    | nieemitowany |
| 14 | 4  | False Confessions        | Stephen Herek     | Taylor Hamra                | 11 lutego 2013   | nieemitowany |
| 15 | 5  | Trial and Error          | Millicent Shelton | John Whelpley               | 18 lutego 2013   | nieemitowany |
| 16 | 6  | Blame Game               | Jesse Bochco      | Gail Gilchriest             | 25 lutego 2013   | nieemitowany |
| 17 | 7  | The Furious and the Fast | Rodney Charters   | Julia Cohen                 | 4 marca 2013     | nieemitowany |
| 18 | 8  | J.R.'s Master piece      | Michael M. Robin  | Cynthia Cidre               | 11 marca 2013    | nieemitowany |
| 19 | 9  | Ewings Unite!            | Steve Robin       | Bruce Rasmussen             | 18 marca 2013    | nieemitowany |
| 20 | 10 | Guilt & Innocence        | Jesse Bochco      | Robert Rovner               | 25 marca 2013    | nieemitowany |
| 21 | 11 | Let Me In                | Millicent Shelton | Aaron Allen                 | 1 kwietnia 2013  | nieemitowany |
| 22 | 12 | A Call to Arms           | Ken Topolsky      | Gail Gilchriest Julia Cohen | 8 kwietnia 2013  | nieemitowany |
| 23 | 13 | Love & Family            | Randy Zisk        | John Whelpley               | 8 kwietnia 2013  | nieemitowany |
| 24 | 14 | Guilt by Association     | Jesse Bochco      | Taylor Hamra                | 15 kwietnia 2013 | nieemitowany |
| 25 | 15 | Legacies                 | Steve Robin       | Cynthia Cidre Robert Rovner | 15 kwietnia 2013 | nieemitowany |

## Sezon 3 (2014)
| Nr | #  | Tytuł                     | Reżyseria         | Scenariusz                  | Premiera TNT     | Premiera     |
| -- | -- | ------------------------- | ----------------- | --------------------------- | ---------------- | ------------ |
| 26 | 1  | The Return                | Steve Robin       | Cynthia Cidre Robert Rovner | 24 lutego 2014   | nieemitowany |
| 27 | 2  | Trust Me                  | Millicent Shelton | Bruce Rasmussen             | 3 marca 2014     | nieemitowany |
| 28 | 3  | Playing Chicken           | Jesse Bochco      | Gail Gilchriest             | 10 marca 2014    | nieemitowany |
| 29 | 4  | Lifting the Veil          | Bethany Rooney    | Taylor Hamra                | 17 marca 2014    | nieemitowany |
| 30 | 5  | D.T.R.                    | Rodney Charters   | Aaron Allen                 | 24 marca 2014    | nieemitowany |
| 31 | 6  | Like Father, Like Son     | Steve Robin       | Julia Cohen                 | 31 marca 2014    | nieemitowany |
| 32 | 7  | Like a Bad Penny          | Millicent Shelton | Pierluigi D. Cothran        | 7 kwietnia 2014  | nieemitowany |
| 33 | 8  | Where There's Smokey      | Michael M. Robin  | Cynthia Cidre Robert Rovner | 14 kwietnia 2014 | nieemitowany |
| 34 | 9  | Denial, Anger, Acceptance | Steve Robin       | Bruce Rasmussen             | 18 sierpnia 2014 | nieemitowany |
| 35 | 10 | Dead Reckoning            | Anton Cooper      | Julia Cohen                 | 25 sierpnia 2014 | nieemitowany |
| 36 | 11 | Hurt                      | Patrick Duffy     | Aaron Allen                 | 1 września 2014  | nieemitowany |
| 37 | 12 | Victims of Love           | Ken Topolsky      | Taylor Hamra                | 8 września 2014  | nieemitowany |
| 38 | 13 | Boxed In                  | Rodney Charters   | Gail Gilchriest             | 15 września 2014 | nieemitowany |
| 39 | 14 | Endgame                   | Millicent Shelton | Bruce Rasmussen             | 22 września 2014 | nieemitowany |
| 40 | 15 | Brave New World           | Steve Robin       | Robert Rovner               | 22 września 2014 | nieemitowany |